# Alberta Williams King
Alberta Christine Williams King (født 13. september 1904, død 30. juni 1974) var Martin Luther Kings mor og hustru til Martin Luther King, Sr.